# Famine
Pour l’article homonyme, voir famine (informatique).
La famine est une situation dans laquelle la population d'une zone géographique donnée, ou seulement une partie de cette population, manque de nourriture. L'état de sous-alimentation est atteint à moins de 1 200 kilocalories par jour et par personne, la moyenne normale étant de 1 600 (enfant) à 2 900 kcal (adolescent). Cet état peut provoquer la mort.

## Étymologies
Le mot « famine » attesté en 1170 ou 1155, et vers 1130 sous la forme « famire », est un dérivé du mot « faim » (fames, famis en latin). Du XVIe au XVIIIe siècle, le mot famine a eu aussi le sens de faim qui se retrouve encore dans des expressions telles que « crier famine » (se plaindre d'avoir faim) ou « salaire de famine » (salaire de misère, qui ne permet pas de manger à sa faim).
L'étymologie du mot disette est incertaine ou inconnue. Il existe de nombreuses hypothèses, dont les deux principales sont un dérivé de l'ancien français à dire (vers 1050) dire au sens de manquant ( trouver à dire = regretter l'absence de) ; un emprunt, à l'époque des croisades, au byzantin disektos « bissextile » dans le sens d'« année mauvaise ».
Le terme disette est employé pour une situation de pénurie moins grave (manque ou cherté des vivres), et aussi pour désigner une personne souffrant d'anorexie qui s'impose une disette alors que les aliments sont disponibles. Les véritables famines sont ainsi plus rares que de simples pénuries.

## Définitions et caractéristiques
Le terme de famine comporte une charge émotionnelle qui en fait l'un des mots les plus puissants et les plus répandus dans l'histoire humaine. Il est associé à l'idée de désastre ou de catastrophe collective des plus terribles. Il est malaisé de définir ses limites, car il est pluridimensionnel selon le type d'approche (auteurs de disciplines, d'écoles ou de professions différentes : géographes, démographes, économistes, sociologues, humanitaires et militants des droits humains…),.
En 1990, Sarah Millman compare l'étude des situations de famine à la fable indienne Les Aveugles et l'Éléphant. Elle propose de distinguer des situations de manque ou de rareté de nourriture selon le niveau d'organisation humaine :
- la pénurie alimentaire, lorsque l'ensemble des ressources alimentaires disponibles dans une région donnée devient insuffisant pour répondre aux besoins de sa population.
- la pauvreté alimentaire, lorsqu'une famille ne peut obtenir assez de nourriture pour répondre aux besoins de tous ses membres.
- la privation alimentaire, lorsqu'elle se traduit au niveau individuel.

La capacité d'éviter ces trois situations de crise alimentaire représente la sécurité alimentaire. La pénurie alimentaire est l'une des causes de pauvreté alimentaire, elle-même cause de privation alimentaire. Ce  qui signifie aussi qu'il existe d'autres causes : il peut exister une pauvreté en l'absence de pénurie, et des privations en l'absence de pauvreté.
Lorsque, dans une région donnée, des crises alimentaires massives affectent un grand nombre de personnes en provoquant une surmortalité, voire un effondrement social, elle est appelée populairement famine. Au Soudan, les populations distinguent les famines selon leur gravité : les famines mineures qui causent la faim, les famines sévères qui causent la misère économique, et les famines catastrophiques qui entrainent la mort.
Une définition de la famine pourrait être « la famine est un processus socio-économique qui provoque la misère accélérée des groupes sociaux les plus faibles et les plus vulnérables d'une communauté à un point tel qu'ils ne sont plus capables, en tant que groupes, de maintenir des moyens durables de subsistance ».
Chaque famine peut être abordée selon quatre catégories de causes (Mallory, 1926) :  naturelles (facteurs climatiques), économiques, politiques et socioculturelles.
Les définitions officielles ou académiques peuvent ne pas correspondre au vécu des populations en situation de famine. Par exemple, pour une population concernée, le début d'une famine peut être marquée par une sècheresse annonçant une mauvaise récolte, et non les premiers morts de faim ; de même, si la fin officielle d'une famine se marque par l'arrêt des mesures d'urgence prises, des survivants de la famine peuvent continuer d'en souffrir. La difficulté de définir une famine, ses limites ou ses niveaux de gravité tient au fait qu'il ne s'agit pas d'un phénomène simple, explicable par un modèle unique (pénurie de nourriture provoquant une surmortalité par dénutrition),.

### Fait social singulier ou total?
La famine peut être considérée  comme un évènement singulier, limité dans l'espace et le temps, avec un début et une fin : les famines rythment l'histoire humaine et constituent des marqueurs de mémoire collective. Une deuxième approche est de la voir comme un fait social total, comme le sommet d'un iceberg, la conséquence d'un processus politique, culturel et socio-économique. Ces deux approches engendrent deux types de réponses à la famine : l'aborder de façon urgente par des réponses immédiates (la famine comme catastrophe humanitaire, avec une gestion de crise analogue à celle des catastrophes naturelles), la deuxième est d'envisager des mesures à plus long terme, comme le développement rural ou une agriculture plus résiliente.
La famine est à la fois un évènement et une structure (un évènement historique et un phénomène de structure socio-économique), c'est « une fenêtre subjective sur la faim et la pauvreté ». À la fin du XXe siècle, avec la mondialisation, une famine n'est plus seulement un phénomène loco-régional : elle peut trouver ses origines dans des processus politiques ou économiques situés sur d'autres continents.

### Famine et démographie
La mortalité liée à une famine est difficile à mesurer avec précision. Il s'agit le plus souvent d'estimations grossières, surtout pour les famines historiques d'avant le XXe siècle. Selon Pitirim Sorokin (1889-1968), l'un des premiers auteurs à évaluer les conséquences d'une famine sur la mortalité, les famines modernes pourraient représenter selon les régions, de 200 à 800 décès annuels pour mille personnes, alors que la mortalité habituelle est de l'ordre de 10 à 30. Par exemple, la famine soviétique de 1921-1922 aurait atteint le taux de 600 pour mille.
Le concept de surmortalité a été jugé utile pour évaluer les conséquences démographiques d'une famine : c'est le nombre de décès en excès par rapport à la moyenne de la période précédant la famine, mais peu d'études ont utilisé ce concept. Par exemple, la famine du Bangladesh en 1974-1975 aurait fait un million et demi de victimes.
Les conséquences démographiques d'une famine se déroulent en plusieurs phases : une phase initiale où le taux de mortalité répond immédiatement à la crise alimentaire, une deuxième phase où ce taux dépasse au moins le double de la moyenne habituelle, une troisième phase où la mortalité diminue graduellement, et une phase finale où ce taux tombe en dessous de la normale (parce que la population la plus vulnérable a été décimée).
Les études indiquent qu'il existe une mortalité différentielle selon les sous-groupes de la population. Les catégories les plus vulnérables à une famine sont : les nourrissons et les enfants où la mortalité infantile peut aller jusqu'à 500 ou 600 décès pour mille naissances vivantes (Bangladesh 1974-1975, Ouganda 1980), les personnes âgées, les femmes enceintes et allaitantes, les travailleurs agricoles « sans terre » (non propriétaires).
Les famines ont des conséquences sur le taux de natalité qui commence à décliner rapidement, neuf mois après le début d'une famine, jusqu'à 75 ou 30 % du taux normal selon la sévérité de la famine. Le point le plus bas est atteint vers les neuf mois après la fin de la famine ; puis le taux normal est retrouvé rapidement avec un rebond (naissances en excès) sur trois années. Les raisons invoquées sont : la dénutrition et le stress psychologique qui diminuent la fécondité, la faim qui réduit la fréquence des rapports sexuels, la séparation des époux en période de famine, le renforcement du contrôle des naissances (abstinence, avortement, et historiquement infanticide).
Historiquement, les famines sont à l'origine de migrations. L'une des plus spectaculaires et des plus documentées est la grande famine irlandaise (1845-1852) qui entraine le départ immédiat d'un million de personnes vers les États Unis et l'Angleterre. De 1852 à 1916, près de cinq millions d'irlandais quittent leur pays, trois sur quatre pour les États-Unis.

### Famine et épidémies
Il existe un rapport, à la fois physiologique et social, entre famine et maladies. La dénutrition et ses multiples carences affaiblissent le système immunitaire, diminuent la résistance aux infections et la capacité de s'en remettre. La famine déplace des populations qui propagent des maladies contagieuses. En situation de famine, le comportement social habituel est rompu : les personnes affamées négligent leur hygiène personnelle, elles peuvent consommer une eau non potable ou contaminée, des « produits de famine » tels que des végétaux peu nutritifs ou non comestibles, ce qui peut entraîner vomissements et diarrhées.
Lors d'une famine, la mortalité par maladie peut être largement supérieure aux morts de faim. Par exemple, lors de la famine du Bengale de 1943 (près de trois millions de morts), la faim n'a représenté que 5 % des causes de mortalité, la grande majorité des autres cas étant liée au choléra, au paludisme et à la variole. Cependant, ces évaluations sont discutées car l'administration coloniale de l'Inde britannique était peu encline à reconnaitre la faim comme cause de mortalité. Cette situation se poursuit car depuis l'indépendance de l'Inde (1947), la mortalité par famine est restée un sujet politique (il est plus facile d'admettre des morts par maladie que des morts de faim).

### Adaptations socio-culturelles traditionnelles

#### Famine éventuelle
Les sociétés traditionnelles mettent en œuvre de nombreuses stratégies pour prévenir les famines ou diminuer leur gravité. Les unes sont économiques : les cultures céréalières sont historiquement importantes, car leur production peut être stockée sur de longues périodes, d'autre part la diversification agricole et la pratique des jardins potagers sont aussi des mesures de précaution.
La menace de famine incite au développement de réseau sociaux d'entraide (familial, de voisinage, de groupes d'identité partagée...). Dans les sociétés confrontées au risque de famine, les familles ont un grand nombre d'enfants, ce qui représenterait un investissement d'avenir pour accroître le revenu familial (famille élargie), par exemple les stratégies familiales de mariage des enfants pour s'allier avec des familles mieux loties.
Plusieurs auteurs ont souligné que les sociétés traditionnelles ont développé des pratiques de « pauvreté partagée » et « d'assistance mutuelle » constituant une « économie morale » ou une « éthique de la subsistance » pour faire en sorte que les plus pauvres ou les plus faibles (parents démunis, voisins proches...) ne meurent pas de faim. Il y aurait des relations non économiques entre riches et pauvres, bienfaiteurs et nécessiteux. Cependant, pour les auteurs plus modernes, ces mécanismes sont de peu d'efficacité pour affronter le choc de famines majeures.

#### Famine avérée

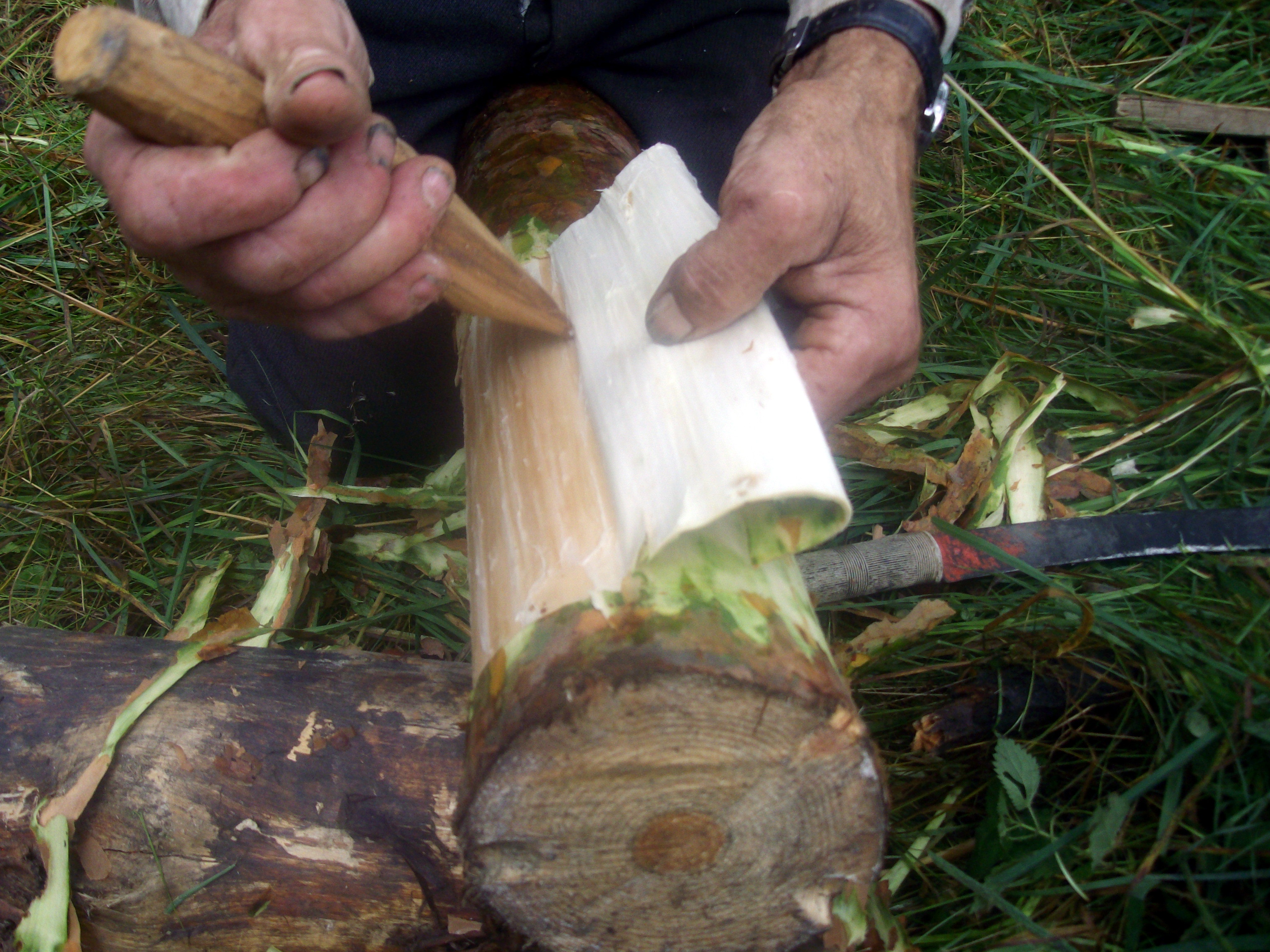
Détachement de l'écorce interne de pin sylvestre, un produit de famine consommé durant la guerre civile finlandaise de 1918.

Quand une famine débute, les propriétaires terriens réduisent leur main-d'œuvre. Si elle s'aggrave, une société agraire a tendance à ne plus soutenir les travailleurs d'autres secteurs tels que les artisans. Selon la durée et la gravité d'une famine, plusieurs mécanismes se succèdent :
- cérémonies et rites religieux : l'intensification des rituels vise à conjurer la menace de famine, à mieux supporter la faim, mais c'est aussi un renforcement du fanatisme religieux ou au contraire une mise en doute des divinités établies ;
- identification de boucs émissaires ou « affameurs »;
- réduction de la consommation alimentaire et espacement des repas ;
- remplacement des aliments habituels par des produits de mauvaise qualité, voire peu ou non comestibles (« produits de famine ») ;
- vente de ses biens (jusqu'à la totalité) pour l'achat de nourriture.

L'absence de réponse efficace de la part des gouvernants peut susciter des « émeutes de la faim », des atteintes aux biens (pillages) et aux personnes (jusqu'au meurtre). Lorsque toutes ces tentatives échouent, il ne reste plus que la fuite, parfois sans espoir de retour (migrations de masse).

#### Place des femmes
Les femmes sont particulièrement vulnérables en situation de famine. Elles occupent une place traditionnellement importante dans le travail agricole, tout en ayant un faible statut social (société patriarcale). Au cours du repas, c'est l'homme qui commence à manger et ensuite la femme. Dans la plupart des sociétés, il existe une attente culturelle selon laquelle les femmes seraient prêtes à sacrifier leur nourriture (voire leur vie) pour la survie de leur mari et de leurs fils. En situation de famine, les ressources se concentrent sur les enfants mâles aux dépens des filles.
Les famines provoquent de grandes souffrances physiques et émotionnelles chez les femmes. Les historiens ont montré qu'au cours de famines, des femmes ont tué leurs enfants, ont été abandonnées par leur mari, poussées à la prostitution ou à l'esclavage. Dans la plupart des pays du monde, et même au XXe siècle, une pratique répandue en situation de famine est la vente des enfants, surtout des filles.

## Causes
Historiquement et selon les civilisations, les famines ont été attribuées à une punition divine ou à une colère ou un déséquilibre de la nature.
Les facteurs climatiques, les guerres et blocus, la rétention délibérée des stocks de céréales ont été utilisés comme explications des famines. Les auteurs modernes les considèrent plutôt comme des facteurs déclenchants ou contributifs. Les causes de la faim dans le monde sont multiples et interdépendantes. Ce qui signifie aussi que chaque famine est unique par la complexité de son mécanisme,,.
De façon pragmatique, elles peuvent être regroupées en deux types d’inaccessibilité à l’alimentation,:
- l’inaccessibilité physique ou géographique, quand la nourriture n’est simplement pas disponible, par exemple par catastrophe climatique (défaillance de production).
- l’inaccessibilité économique, quand la nourriture est disponible mais trop chère pour que la population puisse l’acheter, ou rendue trop difficile à obtenir (défaillance de distribution).

De façon théorique, des modèles synthétiques s'appuient sur le concept de vulnérabilité sociale à la famine sous-tendue par des causes économiques ou politiques.

### Inaccessibilité physique
Les problèmes climatiques (sécheresses, inondations...) ont une influence sur la sous-alimentation à de nombreux niveaux. Ils peuvent détruire les récoltes, ou rendre des infrastructures inaccessibles. La plupart des historiens considèrent les variations climatiques comme des facteurs à court terme, d'autres considèrent que la plupart des famines historiques dans le monde ont été précédées de périodes de sècheresse.

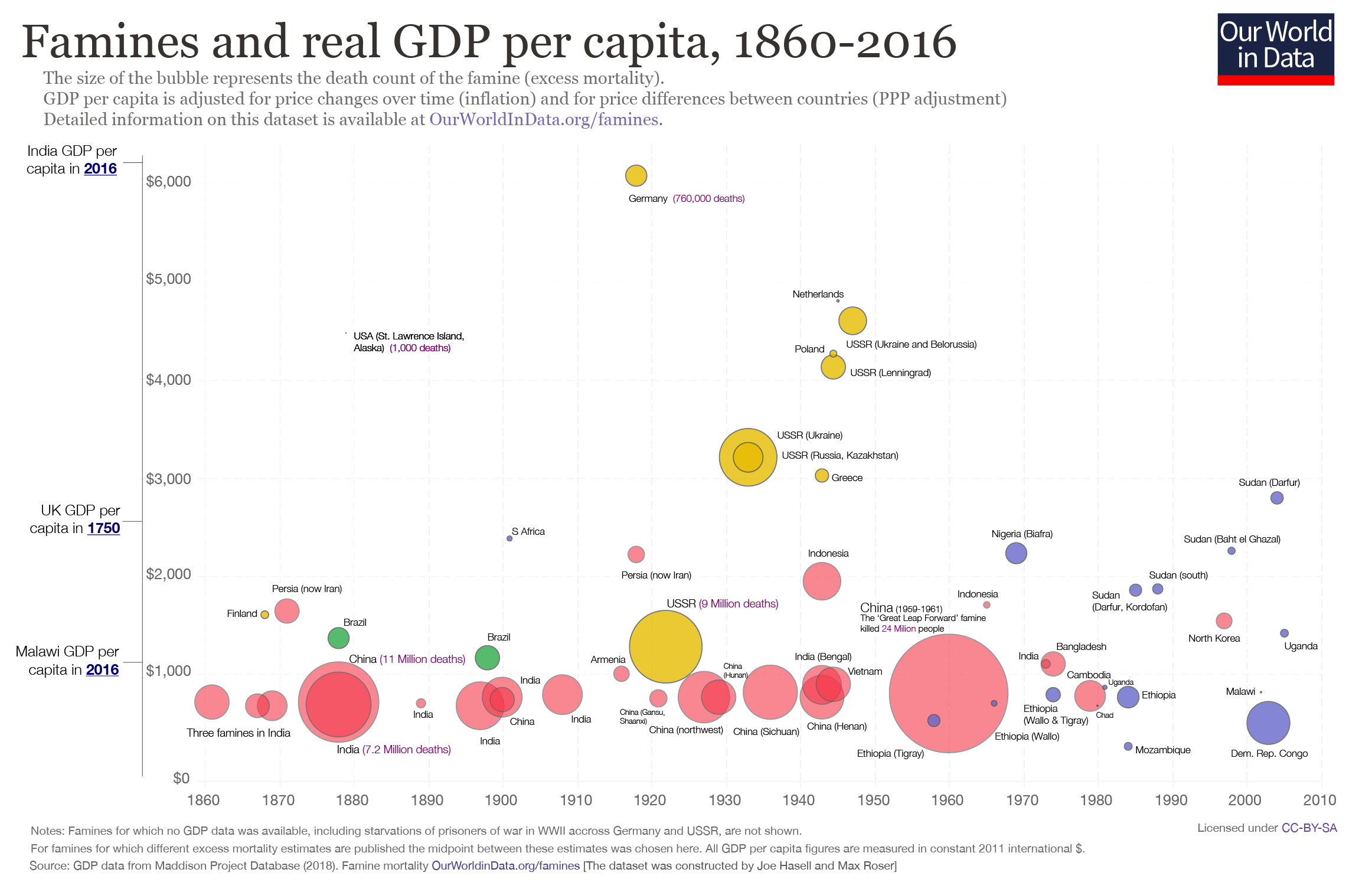
Famines et PIB par habitant

La croissance démographique et la croissance des niveaux de vie dans les pays en développement font inéluctablement pression sur la « demande alimentaire ». Cette thèse, profondément enracinée dans la pensée occidentale, provient de Thomas Malthus (1766-1834) qui considère que l'approvisionnement en nourriture est relativement limitée (production en progression arithmétique et population en progression géométrique). Cette thèse a été invalidée en Europe moderne par la productivité agricole et le développement des transports qui a fait éviter les famines malgré une forte croissance démographique. De plus le développement économique et la sécurité matérielle s'accompagne d'une meilleure régulation des naissances.
Cependant, cette thèse connait un regain d'intérêt (néomalthusianisme) avec les crises alimentaires d'Afrique et d'Asie depuis les années 1950. La croissance des niveaux de vie en Chine ou en Inde permet à ceux qui la vivent d’abord de manger à leur faim puis de passer à un régime plus carnivore et l’élevage est une activité très consommatrice de céréales. Selon les sources, il faudrait jusqu’à 17 kg de céréales pour produire un kilogramme de viande de bœuf. Deux facteurs supplémentaires participent à la pression sur la demande alimentaire: la demande en biocarburants et la spéculation. Avec l’augmentation des prix du pétrole, la production de biocarburants gagne en rentabilité et devient plus attractive pour les investisseurs. Pour se développer, elle a besoin de matières premières végétales qu’elle trouve également sur le marché alimentaire.
L’inaccessibilité physique (ou géographique) est due en partie au phénomène d’urbanisation vécu par les pays du Sud depuis quelques décennies. La FAO note d’ailleurs que les populations rurales souffrent globalement moins de la faim car elles ont encore accès à un terrain pour produire l’essentiel de leur alimentation. Cette urbanisation est due à la pauvreté des campagnes mais elle est aussi parfois entraînée par les politiques d’expropriation menées par certains États dans le but de revendre les terres à de grands groupes industriels ou à des fonds spéculatifs (Hedge funds). L’inaccessibilité physique est également due au manque de rendement agricole et aux mauvaises infrastructures du Sud. Des capacités de stockage défaillantes entraînent une détérioration des récoltes. Les voies de transports insuffisantes rendent difficiles l’approvisionnement et le déploiement de l’aide d’urgence en cas de famine. En outre, les retards d’irrigation dans les pays pauvres gardent leurs productions agricoles dépendante à 95 % des pluies. L’outillage rudimentaire des populations rurales pèse sur leurs récoltes au niveau local mais a aussi un impact sur l’offre agricole mondiale.
Les guerres entraînent souvent la déportation des populations. Elles empêchent donc la culture des champs mais aussi les récoltes. Si elles ne détruisent pas les infrastructures, elles empêchent ou en rendent dangereuse leur utilisation.

### Inaccessibilité économique

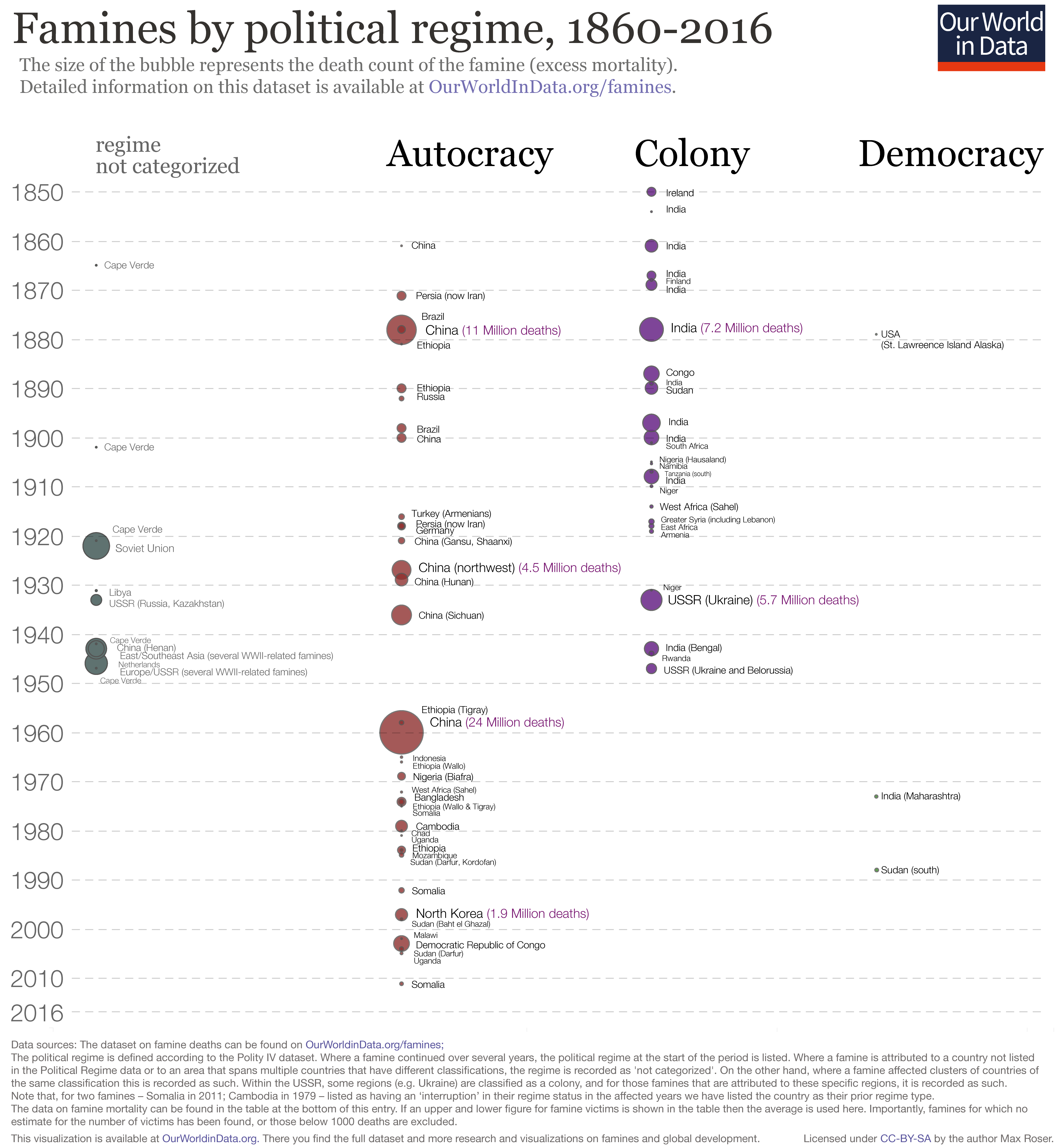
Famines selon le régime politique

Amartya Sen a travaillé sur les causes des famines. Dans Poverty and Famines (1981), il conteste l'idée selon laquelle les famines résultent d'une seule inaccessibilité physique. Se situant à un niveau microéconomique, il analyse comment les individus accèdent à la nourriture selon leur place dans un système de production, d'échange, de contrôle et de distribution. Cet accès dépend de leur relations de pouvoir dans un système donné. Ce qui explique que les riches et les puissants ne meurent jamais au cours d'une famine, et que même quelques uns en profitent,.
Il en a déduit que le manque de démocratie est la cause de nombreuses famines : un gouvernement qui aurait à rendre compte de son action devant les citoyens, même dans un pays pauvre, ne laisserait pas se produire une famine. C'est un des facteurs à prendre en compte dans les famines qui se sont déclenchées au XXe siècle, notamment dans les pays communistes.
Dans un système de libre marché, les prix sont définis par l’offre et la demande. Quand les prix des denrées alimentaires flambent, les populations des pays les plus pauvres, qui dépensent près de 70 % de leur budget dans l'alimentation, perdent l'accès à la nourriture.
D’après Nicolas Sarkozy mais aussi Jean Ziegler, la spéculation sur le marché des denrées alimentaires est la raison pouvant justifier la flambée des prix connue en 2008. Un dernier facteur doit sans doute être pris en considération lorsque la demande alimentaire est évoquée. Il s’agit du gaspillage. En effet, s’il n’entraîne pas une augmentation de la demande dans le temps, il vient néanmoins gonfler celle-ci et fait donc pression sur les prix. D'après le Programme des Nations unies pour l'environnement, la moitié de la production alimentaire mondiale n'est pas consommée.
L’évolution du prix du pétrole influence l’offre alimentaire. En effet, dans un système d’agriculture industrielle, cette augmentation entraîne celle les coûts de production à travers le coût des engrais et des pesticides. Enfin, dans un système mondialisé, elle a également un impact sur le coût du transport. L’offre alimentaire, et le libre marché, sont également faussés par la concurrence déloyale que se livrent les différents États : les subventions, comme celles octroyées dans le cadre de la Politique agricole commune, en sont un exemple, elles permettent aux agriculteurs qui en profitent de pratiquer le dumping sur les marchés extérieurs. D’autres moyens existent pour fausser la concurrence : quotas, droits de douane ou règles sanitaires.

### Vulnérabilité socio-politique
Depuis les années 1990, des auteurs proposent des modèles de vulnérabilité plutôt que d'inaccessibilité, pour rendre compte des famines modernes. Il existerait des « espaces de vulnérabilité » géographiques et historiques, structurés selon leur droit à la nourriture, leur système politique et institutionnel, et leur système économique et social. Il y aurait ainsi des régions vulnérables, par exemple des régions périphériques dépendant d'une région centrale qui draine leurs ressources, et des individus ou groupes sociaux vulnérables, par leur pauvreté économique et/ou leur impuissance politique.
Les famines seraient le résultat d'une cascade d'évènements, spécifiques par le lieu et le moment, mais  survenant à partir d'une structure causale (appropriation et répartition des ressources, propension à des crises). D'autres modèles intègrent des évènements naturels (sècheresse), politiques (guerre civile), ou l'allocation des ressources selon le statut social, le genre, l'ethnie, l'âge, etc..
Le courant dominant majoritaire insiste sur les facteurs économiques, il est représenté par les grandes institutions internationales comme la Banque Mondiale et le Fond monétaire international. Par exemple, les famines modernes d'Afrique sont considérées comme des défaillance économiques (crise de développement) liées à une faible productivité agricole et une malnutrition endémique. Les solutions seraient d'ordre technique (développement et régulation des marchés, meilleure information et  intégration).
Un courant minoritaire met en avant les facteurs politiques. Si la famine est souvent liée à la pauvreté, il existe des pays pauvres qui ne connaissent pas la famine (inversement des pays plus riches peuvent connaitre des famines occasionnelles). Les famines représentent moins une défaillance économique qu'une application réussie d'une mauvaise politique. Par exemple, les famines modernes en Afrique sont liées à des guerres civiles et autres conflits armés. Ce point de vue considère la famine comme une violation des droits fondamentaux (le droit à la nourriture comme droit humain), que le développement économique à lui seul ne peut résoudre.

## Histoire
La famine est un problème ancien. Les famines sont mentionnées dans les annales des premières civilisations basées sur l'écrit. En Inde, elles portent des noms correspondant au calendrier hindou ou à des divinités en colère, ailleurs à ce qui a été vendu ou échangé, à la nourriture manquante ou consommée, selon leur circonstance, leurs conséquences ou leurs significations. Les famines relèvent à la fois d'une mémoire personnelle et d'une mémoire collective, mais la plupart des historiens restent prudents sur l'authenticité des famines retrouvées dans le folklore, les traditions orales et même les chroniques.
En 1980, William Dando publie The Geography of Famine où il distingue des systèmes régionaux historiques de famine :
- de 4000 à 500 avant J.-C., le Proche-Orient et le Moyen-Orient ;
- de 500 avant J.-C. à 500, les régions correspondant à l'Empire romain ;
- de 500 jusqu'au XIXe siècle, avec un déclin à partir du XVIIe siècle, l'Europe de l'Ouest ;
- de 1500 jusqu'au XXe siècle, l'Europe de l'Est.

L'Inde et l'Asie connaissent des famines de l'Antiquité aux temps modernes. La famine n'a pas épargné le continent américain et les îles du  Pacifique. La famine est présente en Afrique subsaharienne depuis l'ère pré-coloniale (tradition orale) et beaucoup plus depuis (documents coloniaux).

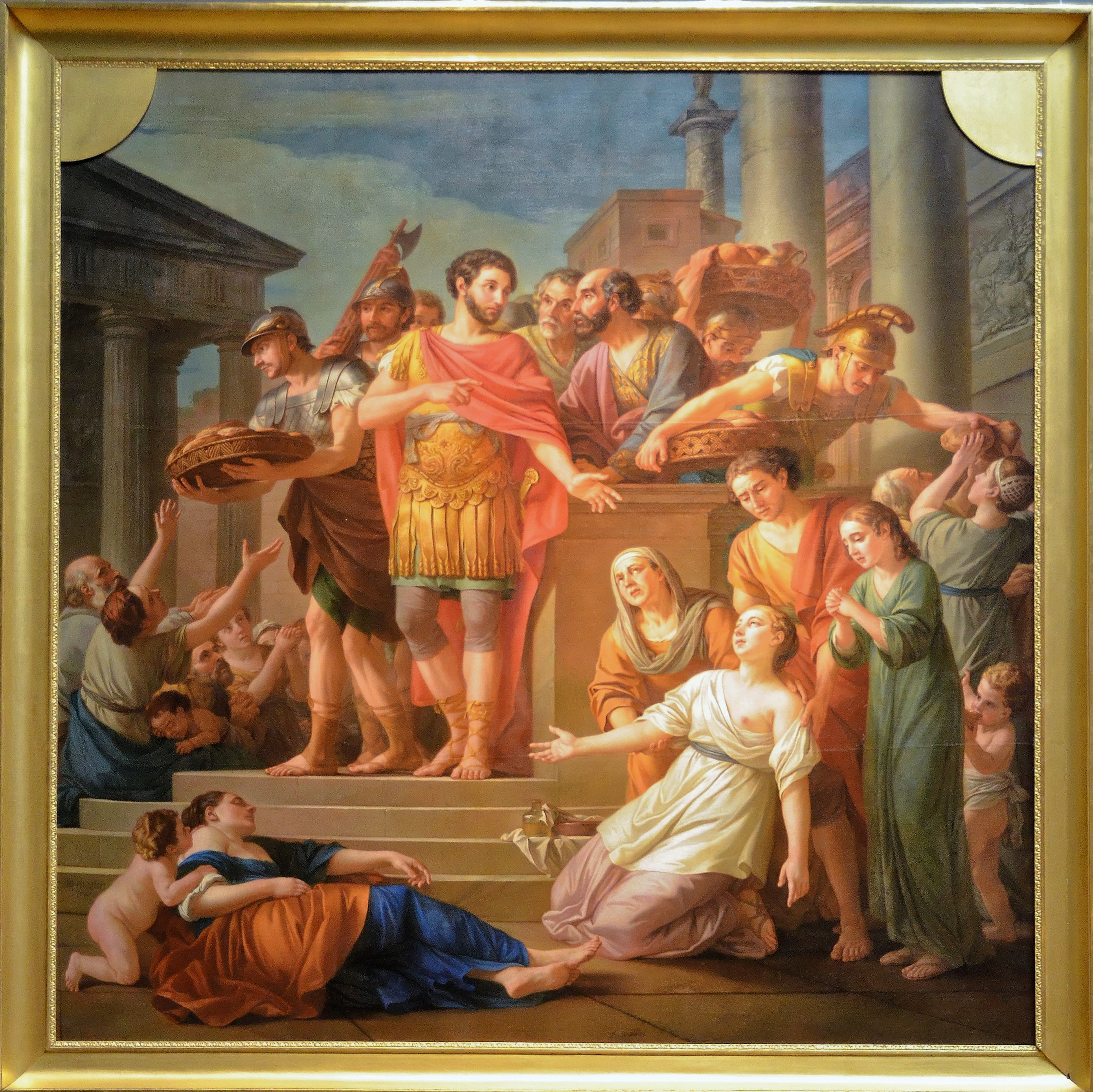
Marc Aurèle distribuant au peuple des aliments dans un temps de famine à Rome, par Joseph-Marie Vien (17016-1809), Musée de Picardie.

Depuis 1950, la tendance mondiale des famines est à la baisse : les pays où sévissent des famines représentaient une population globale de 790 millions de personne (années 1950) et de moins de 200 millions à la fin du XXe siècle. Cependant, aucune région du monde n'est à l'abri d'une famine, surtout en situation de guerre, par exemple lors de la guerre de Bosnie-Herzégovine (1992-1995).

### Antiquité
Les premières mentions authentiques de famine sont celles de la Vallée du Nil, la toute première est datée de 4247 avant J.-C. La Bible y fait référence dans la Genèse avec la famine de Joseph (1708 avant J.-C.) et dans l'Apocalypse comme l'un des Quatre cavaliers. En Égypte les famines sont principalement provoquées par la trop faible ou par la trop forte crue du Nil.
À partir de 500 avant J.-C, les famines se concentrent sur les régions devenant l'Empire romain. Durant cette période, l'Europe méditerranéenne connait au moins 25 famines majeures. En outre, la famine est aussi utilisée comme arme de guerre, dans le siège des villes pour obtenir la reddition sans combat (comme lors du siège d'Alésia) ou dans un but défensif (politique dite de la terre brûlée).
En Asie (Inde et Chine), les famines sont mentionnées dès le Ier millénaire av. J.-C., avec des dizaines de famines par siècle, le plus souvent locales, liées à des catastrophes naturelles suivies d'un effondrement agricole, mais aussi à des situations de troubles sociaux ou de guerre. Les annales historiques et légendaires rapportent plus de 90 famines majeures en 2500 ans, les deux-tiers survenant à partir du XVIIIe siècle.

### Moyen Âge
À partir de 500 ap. J.-C., jusqu'en 1500, l'Europe occidentale émerge en tant que région de famine. Selon les chroniques de cette période, les îles Britanniques ont souffert d'au moins 95 famines majeures, et la France de 75, auxquelles il faut ajouter les famines locales et les disettes.
La France, pays privilégié s’il en fût, aura connu 10 famines générales au Xe siècle, 26 au XIe siècle, 2 au XIIe siècle, 4 au XIVe siècle, 7 au XVe siècle, 13 au XVIe siècle, 11 au XVIIe siècle, 16 au XVIIIe siècle (…). Les campagnes, ce qui semble paradoxal, souffrent parfois bien plus que les villes. Vivant sous la dépendance des marchands, des villes, des seigneurs, le paysan ne dispose guère de réserves. En cas de disette, pas d’autre solution pour lui que de refluer vers la ville, de s’y entasser vaille que vaille, de mendier dans les rues.
Les famines au Moyen Âge interviennent lorsque les récoltes sont mauvaises, en particulier pendant la soudure. Le facteur météorologique est aggravé par la guerre et le passage dévastateur des soldats dans les champs (comme durant la guerre de Cent Ans). Les pauvres sont toujours les plus touchés. Les villes organisent le ravitaillement en blé, venu parfois de loin et à fort coût. La famine rend les corps plus faibles face aux épidémies. Le lettré Raoul Glaber a laissé un témoignage écrit de la famine qui a sévi en Bourgogne vers 1033. Dès lors la famine est un problème récurrent. Les Occidentaux vivent dans la « hantise de la faim » selon l'expression de Jacques Le Goff. Cependant aux XIIe et XIIIe siècles, les grandes famines sont plus rares.

### Époque moderne
L'importance des famines en Europe occidentale, en fréquence ou gravité, parait décliner à partir du XVIIe siècle. Les dernières famines majeures sont survenues pour l'Angleterre en 1620, pour l'Écosse dans les années 1690, pour l'Allemagne, la Suisse et la Scandinavie en 1732, et pour la France en 1795.

Au début du XVIIe siècle, en Italie du Nord, alors l'une des régions les plus riches d'Europe :
Lorsque survenait une pénurie, contrairement à ce que pourrait imaginer un contemporain de l'ère industrielle, ce n'étaient pas les citadins qui se précipitaient à la campagne pour se procurer du pain mais au contraire les paysans qui affluaient vers la ville (…) La ville exploitait alors la campagne bien plus impitoyablement que ne le firent jamais les fameuses puissances impérialistes vis-à-vis de leurs colonies au XIXe siècle. Le rentier citadin pressurait le paysan, ne lui laissait que le strict nécessaire pour ne pas mourir de faim. Le colon du contado ne possédait ni économies ni vivres. Quand une récolte était mauvaise, s'il existait des stocks où puiser, ceux-ci se trouvaient le plus souvent en ville, dans les greniers publics ou dans les maisons des citoyens nantis.
 La grande famine de 1693-1694, qui se produisit en France, est due à un printemps et un été trop pluvieux en 1692, suivis en 1693 d'une récolte très médiocre, causant une sous-alimentation qui favorise les épidémies comme le typhus. Elle se produit sur fond de guerre de la Ligue d'Augsbourg, de relèvement de la taille et de création, en 1695, d'un nouvel impôt, la capitation. La France, qui avait alors 20 millions d’habitants, eut 1 300 000 morts en plus de la mortalité normale. L'historien François Lebrun estime même que la population française est passée de 22,25 à 20,75 millions d’habitants en deux ans, entre 1692 et 1694, soit un total d’un million et demi de morts. Dans la même période on peut citer les disettes et famines de 1660-1664, de 1698-1700 et la grande famine de 1709.
En Europe de l'Est, 150 famines sont signalées entre 1500 et 1700. En Asie, la fin du XVIIIe siècle est marquée par des famines majeures : famine au Bengale de 1770, famine de la vallée du Gange en 1783, et celle de presque toute la péninsule indienne en 1790.

### Époque contemporaine
Durant la première moitié du XIXe siècle, la plupart des pays d'Europe souffrent d'une pénurie alimentaire chronique (mauvaises récoltes et hausse des prix). Cette période est marquée par la famine irlandaise de la pomme de terre entre 1845 et 1851 qui fait entre 750 000 et un million de morts, soit le huitième de la population et pousse deux millions d'Irlandais à émigrer en Grande-Bretagne, aux États-Unis, au Canada, en Australie et en Nouvelle-Zélande. Cependant, la situation s'améliore au cours du XIXe siècle, et la plupart des pays d'Europe Occidentale parviennent à éviter les famines majeures.

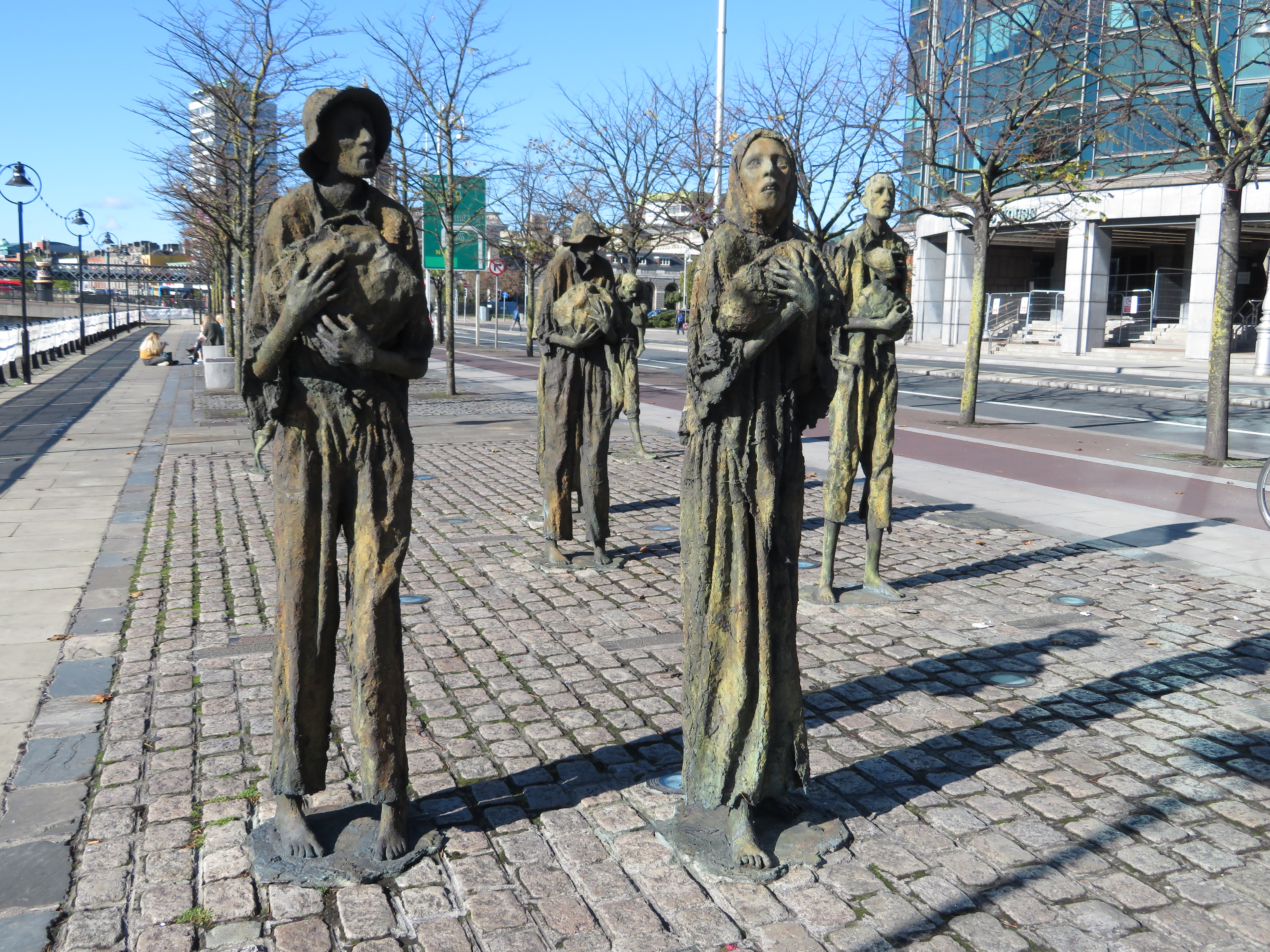
Mémorial de Dublin en souvenir de la grande famine irlandaise (1845-1851).

En Russie impériale, les famines atteignent leur pic au cours de ce siècle. La famine russe de 1891-1892 fait 2 millions de morts le long de la Volga, dans l'Oural, et jusqu'à la mer Noire. Elle fut imputée à un hiver et un été secs mais aussi à la forte natalité et à la stratégie économique de l'Empire russe dont les exportations de blé, qui pouvaient alimenter suffisamment ces régions, n'ont pas été détournées au profit des affamés.
En Afrique du Sud, en 1856-1857, la prophétesse Nongqawuse pousse les Xhosas à détruire leurs moyens de subsistance dans l'espoir d'amener un Âge d'or, causant une famine et des luttes internes qui tueront peut-être 80% de ses compatriotes.
De 1876 à 1878, le monde connaît une grande sécheresse, appelée famine de 1876 à 1878. Elle fut provoquée par la combinaison de trois événements naturels exceptionnels, ainsi que par des paramètres humains (colonisation, tensions géopolitiques et commerciales). Elle toucha tous les continents, mais en particulier l'Est australien, la Chine, l'Inde, le Brésil et le pourtour méditerranéen.
L'Inde qui subissait déjà de nombreuses famines majeures mais géographiquement limitées, connait alors des famines de grande ampleur, comme la famine de 1876. La plus désastreuse débute en 1895, dans la vallée supérieure et moyenne du Gange, pour s'étendre à toute l'Asie du Sud, c'est la Famine en Inde de 1896-1897 (en), suivie de la famine de 1899-1900.
En Chine, quatre famines majeures (1810, 1811, 1846 et 1849) auraient fait 45 millions de victimes. Celle de Chine du Nord en 1875-1878, neuf millions.
En Afrique, entre 1888-1892, l'Éthiopie est touché par une famine. La famine de 1899 au Kenya central a tué selon les estimations, très difficiles, entre 50 % et 90 % de la population de cette région.

### XXesiècle

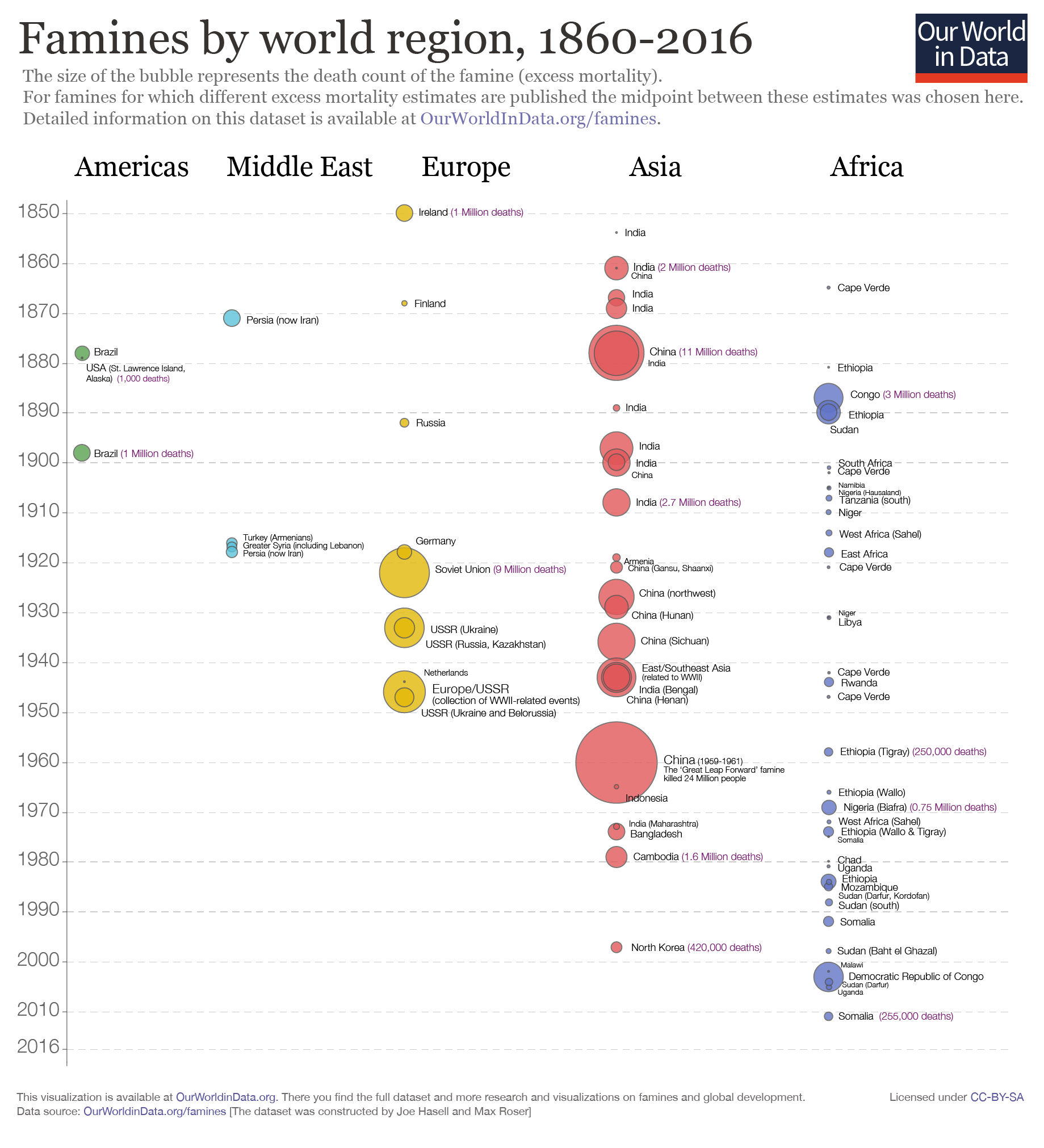
Famines par continent (couleur) et par surmortalité (taille des cercles) de 1860 à 2016.

Les famines du XXe siècle se distinguent des famines historiques par deux changements majeurs :
- Elles sont devenues plus complexes, moins liées à de mauvaises récoltes par catastrophes naturelles, et plus souvent à des raisons d'économie politique (production agricole et distribution alimentaire) ;
- dans la deuxième moitié du siècle, les famines majeures semblent se concentrer en Afrique subsaharienne, avec comme facteurs déclenchants sècheresse et guerre civile.

À partir des années 1960-1970, une communauté internationale humanitaire s'organise pour prévenir les famines ou réagir d'urgence. Les populations vulnérables africaines étant plus petites que celles d'Asie ou de l'URSS, la mortalité des famines a été fortement réduite par rapport aux famines précédentes.
De la famine du Nigeria (1903) à celle de la Corée du Nord (années 1990), au moins 70 millions de personnes sont mortes de faim. De toute l'histoire, le XXe siècle est le siècle qui a fait le plus de victimes par famine, c'est aussi le siècle qui rend possible la disparition des famines avec une garantie de sécurité alimentaire, si tant est qu'une volonté politique internationale existe.

#### Europe occidentale
Steckrübenwinter est une famine frappant l'Empire allemand durant l'hiver 1916-1917 au cours de la Première Guerre mondiale, déclenchée par les mauvaises récoltes et le blocus maritime britannique en mer du Nord.
La famine aux Pays-Bas en 1944 est provoquée par un blocus imposé par les nazis.

#### Europe de l'Est

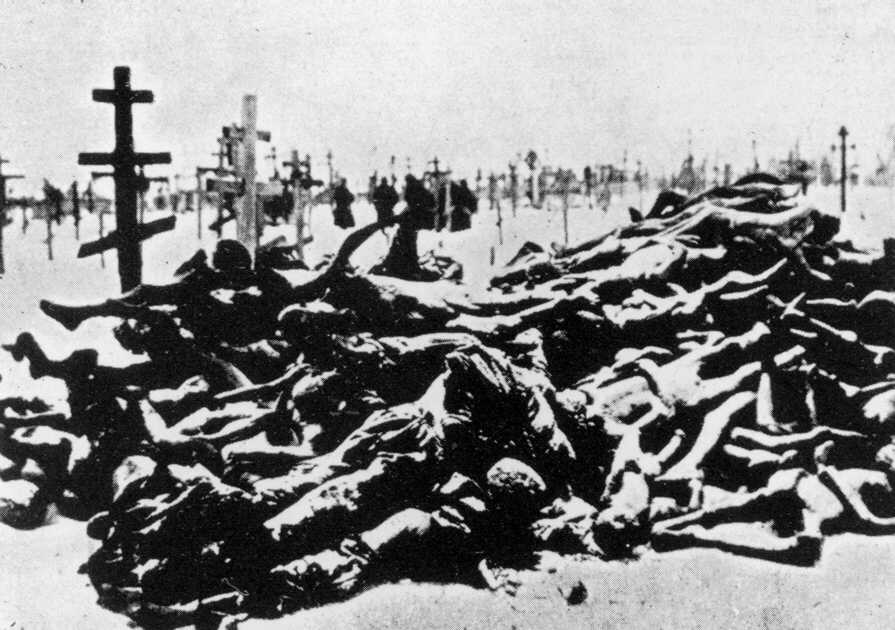
Victimes de la famine soviétique de 1921.

La famine soviétique de 1921-1922 a fait entre 3 et 5 millions de morts, essentiellement dans la région Volga-Oural, en rapport avec la guerre civile russe.
La famine soviétique de 1932-33 a fait entre 2 et 8 millions de morts à travers toute l'URSS, en rapport avec la collectivisation forcée de l'agriculture. La partie de cette famine qui a eu lieu en Ukraine est aussi appelée Holodomor (« extermination par la faim ») depuis la fin des années 1980. De manière controversée, le Parlement ukrainien a voté la qualification de génocide pour le Holodomor le 28 novembre 2006. Joseph Staline, Viatcheslav Molotov, Lazare Kaganovitch, Pavel Postychev, Stanislav Kossior, Vlas Tchoubar et Mendel Khataïevitch furent déclarés coupables, à titre posthume, de cette famine par un jugement de la Cour d'appel de Kiev.
Le régime nazi avait réservé aux territoires d'Ukraine et de Russie blanche une politique de famine planifiée par le ministre de l'Alimentation du Reich, Herbert Backe ; la défaite fit avorter ce plan. lire Generalplan Ost.
Le siège de Léningrad (Union soviétique) par les armées de l'Allemagne nazie, du 8 septembre 1941 au 27 janvier 1944, a fait environ 1 million de victimes (sur les 2,9 millions d'habitants de la ville), l'écrasante majorité (97 %) étant mortes de faim.
La famine soviétique de 1946-1947 fit entre plusieurs centaines de milliers et deux millions de morts après la Seconde Guerre mondiale,. Elle est en rapport avec un renforcement des mesures de collectivisation assouplies durant la guerre.

#### Asie
En Inde, après les famines de 1907-1908 de la vallée supérieure du Gange, les famines majeures deviennent plus rares, puis reprennent avec la famine au Bengale de 1943 qui, selon les estimations, a causé de un million et demi à trois millions de morts. Des famines locales se répètent jusqu'à la grande famine de 1974 au Bengladesh.
La famine de 1945 en Indochine française fait 3,4 millions de morts. Au Kampuchea, les famines de 1975-1979 sont considérées comme « la famine la plus catastrophique de l'histoire du peuple Khmer ».
Au Tibet la mise en place de la réforme agraire et de la collectivisation des terres, à partir de 1954 n'ont pas l'effet positif escompté par les communistes, mais au contraire entraînent une baisse importante de la production, aussi bien pour la culture que pour l'élevage, ce qui conduira à des famines chez les paysans et les nomades tibétains ; c'est la première famine au Tibet (cf. Pétition en 70 000 caractères).
En Chine, de grandes famines sont signalées en 1920 et 1929. La plus meurtrière est celle de 1959 à 1961, où le Grand Bond en avant provoqua une grande famine qui fit, selon les estimations, entre 20 et 45 millions de victimes. Ce serait la plus grande famine de l'époque contemporaine.
En Corée du Nord dans les années 1990, la famine fait plus d'1,5 million de morts.

#### Afrique et Moyen-Orient

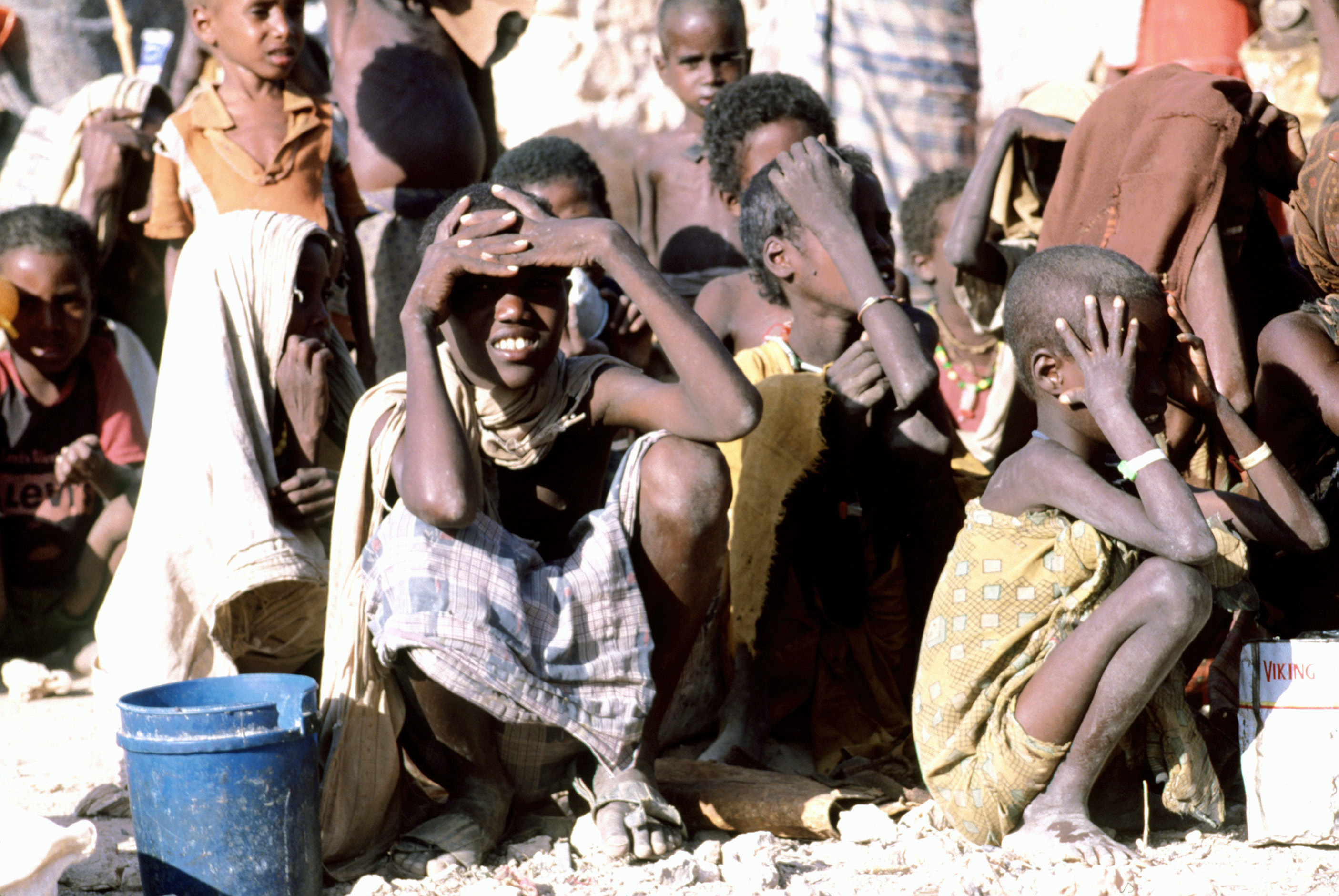
Famine de 1992 en Somalie, une crise sanitaire aux impacts tant économiques que sur la santé des habitants.

La famine de 1915 à 1918 au Liban fait de 150 000 morts en raison d'un double blocus durant la Première Guerre mondiale : le blocus maritime en Méditerranée imposé par les flottes des Alliés en guerre contre l'Empire ottoman ; le blocus terrestre imposé par l’Empire ottoman qui privilégie le ravitaillement de ses troupes et sacrifie les populations civiles ; les armées allemandes et autrichiennes qui soutiennent les Ottomans aggravent la pénurie alimentaire en détournant les vivres vers le front occidental.
Dans la colonie portugaise du Cap-Vert, une famine tue un tiers de la population totale entre 1941 et 1948. La famine de 1949 au Nyassaland (actuel Malawi) fit officiellement 200 morts.
Une famine touche de 1967 à 1970, les populations du Biafra au Nigeria, avec plus d'un million de morts.
En 1984, une grande famine en Éthiopie tue plus d'un million de personnes. Une autre famine touche le Lesotho entre 1983 et 1985.

### XXIesiècle
En 2004, le Darfour, au Soudan, est touché par une famine. En 2005, au Niger, la malnutrition a touché plus de 3,5 millions de personnes dont 800 000 enfants. Plus de 100 000 personnes sont décédées. En 2005 selon la FAO environ 16 000 enfants dans le monde meurent par jour de maladies liées à la faim et à la malnutrition.
La crise alimentaire mondiale de 2007-2008, ayant eu pour origine une forte hausse du prix des denrées alimentaires de base, plongeant dans un état de crise quelques-unes des régions les plus pauvres du monde et causant une instabilité politique et des émeutes dans plusieurs pays.
À partir de 2011, une importante famine touche la Corne de l'Afrique avec des centaines de morts par jour.
En février 2017, une situation de famine au Soudan du Sud est officiellement déclarée par l'Organisation des Nations unies pour l'alimentation et l'agriculture.
En novembre 2021, le Programme alimentaire mondial évalue à plus de 45 millions le nombre d'individus à travers le monde souffrant d'insécurité alimentaire aiguë, répartis dans 43 pays. La Syrie, en proie à une guerre civile depuis dix ans, compte 12,4 millions de personnes qui ne savent pas comment elles se procureront leur prochain repas. Le Yémen, plongé dans la guerre, est également durement frappé par la famine. Mais c'est en Afghanistan que la situation est la plus préoccupante : trois millions de personnes sont désormais confrontées à la famine. Les personnes menacées de famine se trouvent aussi en Éthiopie, en Haïti, en Somalie, en Angola, au Kenya et au Burundi.
En 2022, le Réseau de prévention des crises alimentaires estime que la production de céréales en 2021 au Sahel a baissé de 12 % par rapport à 2020 ; la baisse la plus prononcée s'observe au Niger (-36 %). Selon le Comité permanent inter-États de lutte contre la sécheresse dans le Sahel (Cills), 88,7 millions de personnes sont aujourd'hui en situation de stress alimentaire et 40,7 millions en situation de crise alimentaire ou pire. Ces estimations ne prennent pas totalement en compte les conséquences de la guerre en Ukraine qui affecte les importations de blé et d'engrais dans la région.
En mai 2022, le secrétaire général de l'ONU António Guterres déclare : « le nombre de personnes souffrant d'insécurité alimentaire grave a doublé, passant de 135 millions avant la pandémie à 276 millions aujourd'hui », la guerre en Ukraine exacerbant les conséquences de la pandémie de Covid-19 et du changement climatique.
L'ONU met en garde, le 30 mai 2022, contre un « ouragan de famines » dû au conflit en Ukraine, conjugué à la sécheresse qui frappe durement l'Éthiopie, le Kenya et la Somalie mais aussi l'Europe et la « ceinture du grain » aux États-Unis. Plusieurs agences de l'ONU anticipent une nouvelle mauvaise saison des pluies en Afrique et en Asie, la cinquième d'affilée. Elles estiment que 200 millions de personnes sont en très grande précarité alimentaire, un nombre qui a doublé en deux ans.
En 2024, une famine est provoquée dans la bande de Gaza à la suite de la guerre entre Israël et le Hamas en 2023-2024. 50 % de la population est en phase 4 de l’IPC – Urgence, et 25 % est en phase 5 de l’IPC – Catastrophe,.

## Organisations de lutte contre la famine

### Ère prémoderne
L'une des fonctions essentielle de l'État, depuis l'Antiquité, est de prévenir ou maitriser les famines, par exemple en approvisionnant les populations. En Chine, il existait un paternalisme d'État basé sur le confucianisme, visant à la protection des paysans menacés de famine après une catastrophe naturelle. Ce système s'est écroulé au cours du XIXe siècle. Le contrôle des famines a été une priorité pour le nouveau régime communiste de 1949, mais après un apparent succès, la famine de 1958-1961 a montré cruellement les limites de la révolution agraire chinoise.
En Europe, à partir du moyen-âge, les États ont du assurer le ravitaillement lié à la croissance urbaine, tout en maintenant l'ordre en situation de pénurie. Pour y faire face, l'Angleterre met en place la législation des Poor Laws à la fin du XVIe siècle. En France, l'incapacité des gouvernants à ravitailler Paris a été un facteur déclenchant de la Révolution française de 1789.
Au cours du XIXe siècle, l'agriculture européenne devient plus productive et plus intégrée dans une économie de marché. Au Royaume-Uni, les idées de libre-échange tendent à s'imposer sur celles protectionnistes et paternalistes des Corn Laws. Les politiques de Laissez-faire impliquent que l'État doit intervenir le moins possible en situation de famine. La première aide alimentaire publique britannique a été instituée tardivement en 1847.
Les premières mesures modernes contre les famines ont été élaborés en Inde Britannique, lorsqu'il est devenu évident que le laissez-faire et la non-ingérence de l'État s'accompagnaient de cycles récurrents de famines. En 1878, une première commission est créée pour rédiger des codes de famine à partir de 1880. Ces codes montrent toujours un souci de non-ingérence dans les relations commerciales, un refus de la charité, en insistant sur le « s'aider soi-même ». Lutter contre une famine, c'est d'abord garantir des emplois massifs dans les travaux publics, et n'accorder des aides alimentaires qu'à ceux qui sont véritablement incapables de travailler. Des instructions détaillées concernent les signes d'alerte d'une famine imminente, et les devoirs des autorités locales d'assurer le minimum vital par rationnement. Ces codes ont été appliqués dans l'empire colonial britannique jusqu'en 1947.
L'efficacité de ces mesures font l'objet d'un vif débat avec, aux deux extrêmes, un courant critique radical (post-colonial) et un courant de défense apologétique (mission civilisatrice). Cependant, on doit constater que l'Inde moderne est parvenue à prévenir des famines par des mesures similaires aux premiers codes britanniques, par exemple lors de la grande sècheresse de Maharashtra (1970-1973).

### Période contemporaine
- L'Organisation des Nations unies pour l'alimentation et l'agriculture ;
- Le Programme alimentaire mondial ;
- Des ONG comme Action contre la faim, le CCFD-Terre Solidaire ou Solidarités International ;
- Le Fonds des Nations unies pour l'enfance (UNICEF)[65].

## Réchauffement climatique
- 2009 : selon les dernières estimations de David Battisti (Université de Washington, Seattle) et Rosamond Naylor (Université Stanford), la sécurité alimentaire de 3 milliards d'hommes serait menacée d'ici à 2100. En se basant sur 23 modèles climatiques, la grande majorité du globe connaîtra des températures estivales caniculaires dépassant les précédents records (1900, 2006). En climat tempéré, les températures connues en 2003 pourraient devenir la norme. Ainsi, en 2003, un excès de température de 3,6 °C par rapport aux températures moyennes de saisons avait fait diminuer les rendements agricoles de 30 % pour le maïs, 21 % pour le blé et 25 % pour les fruits.
- 2019 : selon une étude publiée dans ScienceAdvances le 27 novembre 2019, d’ici 2100, autour du globe, environ 7,2 milliards de personnes devraient connaître des pertes de productivité des cultures en même temps qu’une baisse des captures de pêche. C’est donc la sécurité alimentaire de près de 90 % de la population mondiale qui risque d’être malmenée par les changements climatiques à la fin du siècle. Dans ce dernier domaine, la baisse inéluctable des quantités de poissons débarqués devrait même concerner 97 % de la population mondiale. L’Amérique latine, le sud et le centre de l’Afrique, l’Asie du Sud-Est, et globalement les habitants de la zone intertropicale, devraient être particulièrement touchés. Les auteurs ont basé leur recherche sur les évolutions de productivité du maïs, riz, soja et blé – les quatre cultures les plus répandues dans le monde –, dans 240 États ou territoires, ainsi que sur les statistiques des captures mondiales de l’Institut pour les océans et les pêcheries de l’université de la Colombie-Britannique (Canada). Les auteurs de l'étude ont basé leurs calculs sur un scénario du GIEC tenant compte d'une augmentation des températures de 4,3 °C en moyenne d’ici la fin du siècle - tendance actuelle du "business as usual". À noter qu'un scénario à +1,5 °C (Accords de Paris) exposerait néanmoins encore 60 % de la population mondiale à l'insécurité alimentaire.